# Abhörskandal in Griechenland
Der Abhörskandal in Griechenland begann im April 2022, als bekannt wurde, dass das Handy des Journalisten Thanasis Koukakis mit dem Malwareprogramm Predator infiziert worden war.
Im weiteren Verlauf des Skandals wurde zudem aufgedeckt, dass der Geheimdienst Griechenlands mehrere Personen mit Predator ausspionierte, darunter weitere Journalisten, den Oppositionsführer Nikos Androulakis, Minister Konstantinos Floros und einige Generalstabsangehörige der griechischen Armee, sowie auch zahlreiche weitere Mobiltelefone. Die griechische Regierung dementierte die Vorwürfe anfänglich. Als diese sich schließlich als wahrheitsgemäß erwiesen, äußerte sich Premierminister Kyriakos Mitsotakis (der seit 2019 durch ein neu erlassenes Gesetz der Chef des Geheimdienstes war) zu den Anschuldigungen und bestritt, irgendwelche Kenntnis über die Vorfälle gehabt zu haben.
Die Hintergründe der Affäre werden seit Sommer 2022 vom Europäischen Parlament untersucht.

## Chronologie

### Neueste Vorgeschichte
Mit einer Verordnung des Präsidenten Prokopis Pavlopoulos und des neu gewählten Premierministers Kiriakos Mitsotakis am 8. Juli 2019, einen Tag nach der vorgezogenen Parlamentswahl in Griechenland 2019, wurde letzterer unter anderem zum Chef des Geheimdienstes Griechenlands ernannt. Das Gesetz dafür wurde dann am 7. August von seiner Partei Nea Dimokratia abgestimmt, die mit 39,85 % der geltenden Stimmen die absolute Mehrheit im Parlament nach dem damals geltenden Wahlgesetz besaß.
Zum Leiter des Geheimdienstes wurde Panagiotis Kontoleon ernannt, der keinen für die Stelle notwendigen in Griechenland anerkannten akademischen Titel besaß. Im Nachhinein hat die Regierung die Voraussetzungen für diesen Posten geändert.

### Aufdeckungen
Am 11. April 2022 hat die online Zeitung Inside Story einen Artikel veröffentlicht, demzufolge der Journalist Thanasis Koukakis bespitzelt wurde. Der Journalist hatte einige Artikel über Korruptionsvorfälle der Regierung und Gesetze, die die Korruptionsbekämpfung geschwächt haben, veröffentlicht. Im Nachhinein hat sich herausgestellt, dass der Journalist sich unter Beobachtung des Geheimdienstes befand. In Griechenland hatte bis Ende 2022 jede Person das Recht gehabt, an einer unabhängigen Organisation eine Anfrage zu stellen, um zu wissen, ob sie vom Geheimdienst beobachtet werde. Koukakis hat eine solche Anfrage am 12. August 2022 gestellt. Am gleichen Tag hat der Geheimdienst Griechenlands seine Beobachtung eingestellt (ohne, dass er es damals wusste). Später wurde das Handy des Journalisten mit dem Malware Predator infiziert.
Am 28. Juni 2022 wurde Nikos Adroulakis, ein Abgeordneter des Europäischen Parlaments und Führer der Oppositionspartei Griechenlands PASOK, von der entsprechenden Institution des Europäischen Parlaments CERT informiert, dass versucht wurde, sein Handy mit dem Malware Predator zu infizieren. Am 26. Juli hat er den Vorfall am höchsten Gericht Griechenlands zur Anklage gebracht. Im Nachhinein stellte sich heraus, dass er auch vom Geheimdienst Griechenlands bespitzelt wurde, bis zu dem Tag, an dem er zum Führer seiner Partei gewählt wurde.
Unter den Opfern der Bespitzelung waren auch der Außenminister Nikos Dendias, der Generalstab Konstantinos Floros, der Abgeordnete des europäischen Parlaments Giorgos Kyrtsos (der früher zur Regierungspartei gehörte), der Journalist Tasos Telloglou und weitere Herausgeber von Zeitungen. Die Nachricht über die Beobachtung des Außenministers hat laut Berichten für Aufregung einiger Botschaften (und der entsprechenden Geheimdiensten) gesorgt, die er in dieser Zeit besucht hatte. Laut den Leitern von zwei unabhängigen Institutionen, die von der griechischen Verfassung mit der Aufgabe der Kontrolle des Datenschutzes beauftragt sind, wurden mehr als 100 Personen bespitzelt. Es gibt bisher keine Beweise einer Beziehung zwischen den Aktionen des Geheimdienstes Griechenlands und der Anwendung des Malwares Predator.

### Reaktionen der Regierung
Der Premierminister Kiriakos Mitsotakis, der sich direkt nach den Wahlen mit Dekret zum Leiter des Geheimdienstes ernannt hat, hat sich in allen Fällen für unwissend erklärt.
Am 5. Juli 2022 wird nach Entscheidung der Regierung Isidoros Ntogiakos zu Generalstaatsanwalt des höchsten Gerichtshofs Griechenlands ernannt. Der Direktor des Geheimdienstes Panagiotis Kontoleon und der Generalsekretär des Büros des Premierministers Gregoris Dimitriadis (ein Neffe des Premierministers) sind am 5. August 2022 zurückgetreten. Am gleichen Tag hat der Generalstaatsanwalt Isidoros Ntogiakos eine Untersuchung wegen Durchsickern von Geheiminformationen angefangen und damit auch die unabhängige Institution, die von der Verfassung für die Kontrolle des Staates in solchen Fällen zuständig ist, mit Anklagen bedroht.

### Untersuchungen durch EU Komitees
Die Vorfälle werden durch zwei Komitees von Europäischen Parlament untersucht, PEGA und LIBE. PEGA ist eine Komitee, die die illegale Anwendung von Pegasus (Spyware) und ähnlichen Spywares in Europäischen Parlament untersucht. LIBE ist der ständige Ausschuss für bürgerliche Freiheiten, Justiz und Inneres. In einer Pressemitteilung, die unter anderem auch das Thema „Spywares“ betrifft, drückt die Komitee ihre Besorgnis über die (negative) Entwicklung der demokratischen Werte in Griechenland aus.